# 태풍 몰라베 (2020년)
2020년 제18호 태풍 몰라베(Molave) 또는 필리핀명 태풍 퀸타(Quinta)는 베트남에 상륙해 매우 큰 피해를 입힌 SSHS 카테고리 3등급의 태풍이다. 몰라베는 필리핀에서 제출한 이름으로 가구 제작용 나무를 뜻한다. 이 태풍이 베트남에 막대한 피해를 끼쳐 제명되었다.

## 태풍의 진행

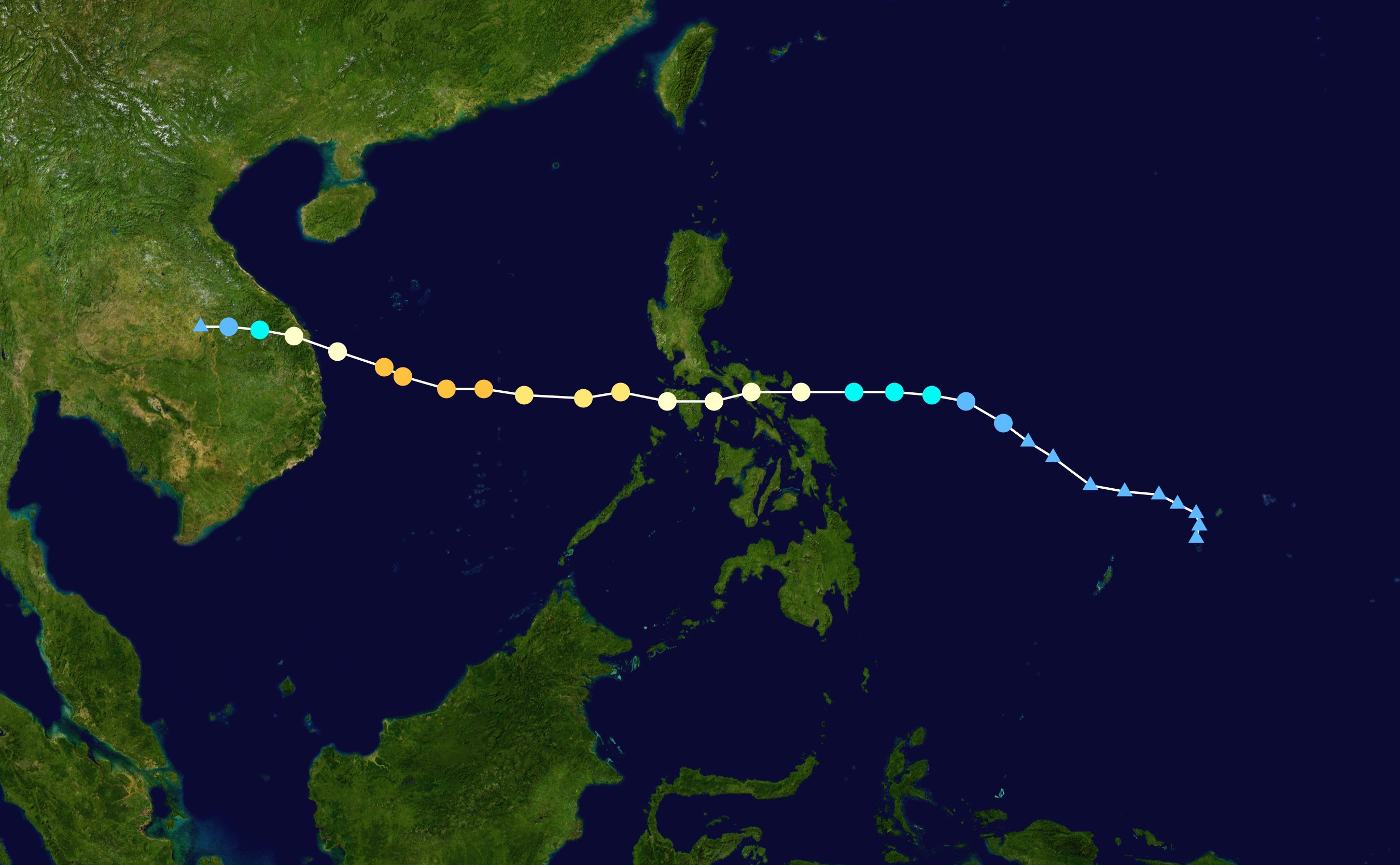
태풍 몰라베의 경로

태풍 몰라베는 10월 25일 3시에 중심기압 1000hPa, 최대풍속 18m/s, 강풍 반경 220km(북동쪽 반경)의 열대폭풍으로 필리핀 마닐라 동쪽 약 760km 부근 해상에서 발생하였다.(일본 기상청 태풍정보 속보치 기준) 발생 이후 서진하며 중심기압 980hPa, 최대풍속 33m/s(일본 기상청 태풍정보 속보치 기준)의 세력으로 필리핀을 관통한 뒤 남중국해에 진출한 이후 서진하며 급발달해서 10월 27일 15시에 베트남 다낭 동남동쪽 약 610km 부근 해상(남중국해)에서 중심기압 950hPa, 최대풍속 44m/s의 세력 '매우 강'의 태풍으로 최성기를 맞이하였다.(일본 기상청 태풍정보 속보치 기준) 최성기 이후 서북서진하며 베트남에 접근하였고, 10월 28일 12시에서 13시 사이에 중심기압 965hPa, 최대풍속 39m/s(일본 기상청 태풍정보 속보치 기준)의 세력으로 베트남 꽝응아이 성에 상륙하였다. 베트남 상륙 이후 육상마찰로 인해 급약화되어서 한국 기상청 기준으로는 베트남 다낭 서남서쪽 약 310km 부근 육상에서 중심기압 1000hPa의 열대저압부로 소멸하였다. 일본 기상청 기준으로는 10월 29일 9시에 베트남 다낭 남서쪽 약 362km 부근 육상에서 중심기압 1004hPa의 열대저압부로 소멸하였다.

## 같이 보기
- 2020년 태풍